# Velmariri Bambari
Velmariri Bambari (1980) es una activista indonesia que trabaja por los derechos de las víctimas de violencia sexual. Tiene una discapacidad física y camina con ayuda de muletas. Bambari fue honrada como una de las 100 mujeres de la BBC en 2022.

## Trayectoria
En 2014, Bambari realizó un curso de formación de tres años en protección infantil y empoderamiento femenino. Desde 2018, denuncia la situación de las víctimas de violencia sexual en zonas remotas de Indonesia y acompaña a las víctimas de violencia sexual a las comisarías para brindarles apoyo, asegurándose de que las denuncias se tramiten adecuadamente. En la provincia indonesia de Célebes Central, tanto los perpetradores como las mujeres que han sufrido abusos sexuales son multados de acuerdo con las leyes consuetudinarias. Tampoco existe pena de prisión para el infractor. Bambari luchó porque se ignoren estas reglas y conseguir encarcelar a los atacantes. Muchas mujeres indonesias que han sufrido agresión sexual han recurrido a Bambari y ella ya ha ayudado al menos a 10 de ellas a obtener justicia, así como a conseguir su independencia financiera. Cuando se denuncia violencia sexual, Bambari suele ser la primera persona con la que la policía contacta gracias a su campaña.

## Reconocimientos
En diciembre de 2022, la BBC incluyó a Bambari en lista 100 mujeres por su labor en la lucha contra la violencia sexual.